# He Zehui
En aquest nom xinès, el cognom és He.
He Zehui   (Suzhou, 5 de març de 1914 - Hospital del Col·legi de Medicina de la Unió de Pequín, 20 de juny de 2011), xinès: 何泽慧, fou una física nuclear xinesa que va treballar per desenvolupar i explotar la física nuclear a Alemanya i a la Xina.

## Joventut

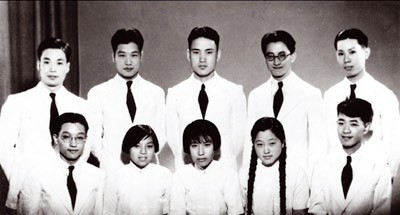
Classe de graduació del departament de física de la Universitat de Tsinghua de 1936. He Zehui és al davant, segona per la dreta; el seu futur marit, Qian Sanqiang, es troba al darrere, a l'esquerra.

He Zehui va néixer a Suzhou el 1914. Va estudiar a l'escola de nenes de Zhenhua (l’ antecessora de l'escola secundària número 10 de Suzhou), on tenia una àmplia gamma d’aficions i interessos i participava a l'equip de voleibol. La seva família és famosa per tenir entre els seus membres tres reconegudes científiques. A més de He Zehui la seva germana gran, He Yizhen, era una autoritat en espectroscòpia i ciència de materials, i la seva germana menor He Zeying (何泽瑛) fou una distingida botànica. Era cosina de Wang Ming-Chen. Tots dos de vegades l'anomenaven "La Madame Curie xinesa".
Després de graduar-se de l'escola secundària, va ingressar al Departament de Física de la Universitat Tsinghua el 1932. Com una de les poques dones d'aquesta carrera, va ser inclosa en una classe amb Qian Sanqiang i Wang Daheng. Després de graduar-se a la Universitat Tsinghua amb honors, el 1936, He Zehui planejava originalment treballar al Departament d'Enginyeria Militar del govern nacionalista a Nanquín, però va abandonar perquè la institució no estava disposada a acceptar dones. Més tard, es va assabentar que el govern provincial de Shanxi podria proporcionar subvencions per estudiar a Alemanya, així que se'n va anar a Alemanya per continuar estudiant a la Universitat Tècnica de Berlín,on fou la millor estudiant de la seva classe i va superar el seu futur marit Qian Sanqiang.

## Carrera acadèmica
La van enviar a Alemanya perquè els alemanys estaven interessats en artilleria d'alta tecnologia.Va obtenir un doctorat en enginyeria el 1940 amb la seva tesi que tractava sobre una nova manera de mesurar la velocitat de les bales d'alta velocitat.Va estudiar física nuclear durant diversos anys a Alemanya, i va treballar per a Siemens AG abans d'incorporar-se a l'Institut Kaiser Wilhelm (actual Institut Max Planck d'Investigació Mèdica) a Heidelberg el 1943.Friedrich Paschen que havia estat el seu mentor a Alemanya, i posteriorment una mena de pare adoptiu, la va presentar a Walther Bothe, que acabava de construir el primer ciclotró alemany. Amb l'ajuda de Bothe va estudiar partícules radioactives i raigs còsmics, i va treballar en la tecnologia de la cambra de boira de Heinz Maier-Leibnitz.

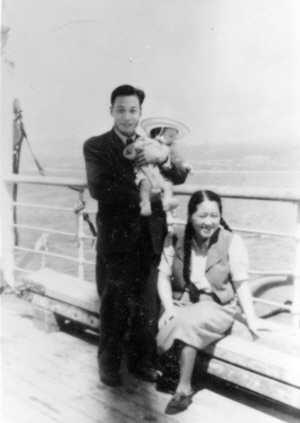
Qian Sanqiang, la seva filla, i He Zehui al seu retorn a la Xina el 1948-

El seu treball es va publicar a la important revista científica Nature, (1945 Nature, Vol. 156 pàg. 543) després de presentar un treball de recerca a Bristol sobre el seu treball amb Maier-Leibnitz i Bothe que incloïa la primera imatge d'una dispersió d'electró-positró.
Durant aquest període va mantenir contacte per correspondència amb el seu antic company de classe de la universitat, Qian Sanqiang.Després d’acceptar la proposta de matrimoni de Qian Sanqiang, la parella va contraure matrimoni a París l’abril de 1946. A continuació, ambdós van treballar junts a l'Institut Curie, dirigits per Frédéric Joliot-Curie i Irène Joliot-Curie.He Zehui va estudiar i va confirmar els fenòmens de la fissió nuclear.
Quan He Zehui va tornar a la Xina continental amb Qian Sanqiangva treballar a l'Acadèmia Nacional de Recerca de Pequín com a única investigadora de l'Institut de Recerca Nuclear. Ella i el seu marit van decidir quedar-se després que els comunistes prenguessin el poder a la Xina i, malgrat les seves relacions estrangeres, el seu marit va rebre l'autoritat per gastar grans sumes a l'estranger en equipament científic. El 1955, el govern xinès va demanar al seu marit que desenvolupés una bomba atòmica.L'any següent He Zehui va guanyar el tercer lloc al premi a la ciència atorgat per l'Acadèmia Xinesa de Ciències pel seu treball en la creació d'emulsions nuclears.
Després d'això, He Zehui va dirigir l'Institut d'Energia Atòmica de l'Acadèmia Xinesa de Ciències. Va treballar en molts problemes relacionats amb les armes nuclears i les seves proves.L'estat xinès va construir el seu primer reactor nuclear i ciclotró amb ajuda russa als anys 50,i van desenvolupar una bomba nuclear i una bomba d'hidrogen que es van provar amb èxit als anys seixanta.
Durant la Revolució Cultural, va ser censurada i criticada com a "autoritat acadèmica reaccionària". Després de la creació de l'Institut de Física d'Altes Energies de l'Acadèmia Xinesa de Ciències el 1973, va exercir de directora adjunta.Després d'això va dirigir la seva atenció als raigs còsmics i l'astrofísica d'alta energia.Ara ja podia viatjar i va fomentar la col·laboració internacional amb visites a Alemanya, el CERN i altres països-

## Premis i honors
Al llarg de la seva vida, va continuar treballant en física d’alta energia. Fou elegitda membre de la Divisió Acadèmica de Matemàtiques i Física de l'Acadèmia Xinesa de Ciències el 1980.Es va convertir en una figura emblemàtica a la Xina.Els laboratoris científics de la seva antiga escola reben el seu nom en honor seu.

## Vida personal
El seu marit va morir el 1992. Van tenir tres fills, dues noies i un noi.
He Zehui va morir a Pequín el 2011, a l'edat de 97 anys.